# 임바부라 SC
임바부라 스포르팅 클루브(스페인어: Imbabura Sporting Club)는 에콰도르 이바라를 연고로 하는 프로 축구 클럽이다.

## 선수 명단

### 현역
참고: FIFA 자격 규정에 따라 소속된 국가대표팀 국기를 표시합니다. 선수는 복수의 FIFA 비회원국 국적을 가지고 있을 수 있습니다.
| 번호 | 포지션 | 국적     | 이름                            |
| ---- | ------ | -------- | ------------------------------- |
| 2    | DF     | 파라과이 | 길레르모 안드레스 코로넬 아얄라 |
| 6    | MF     | 파라과이 | 조나단 베니테즈                 |

| 번호 | 포지션 | 국적 | 이름 |
| ---- | ------ | ---- | ---- |

### 역대
틀:임바부라 SC 선수 명단